# Rudolph Loewenstein

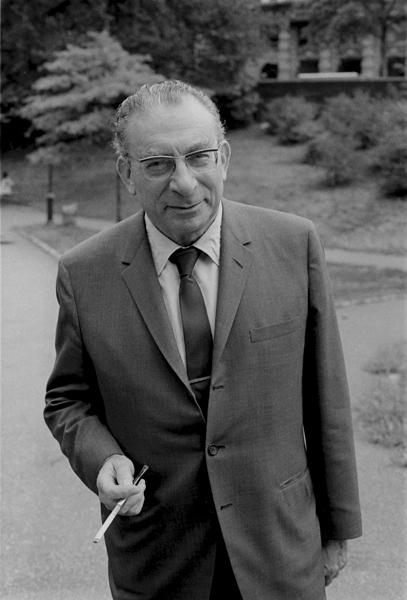
Rudolph Loewenstein

Rudolph Maurice Loewenstein, Rudolf Löwenstein (ur. 17 stycznia 1898 w Łodzi, zm. 14 kwietnia 1976 w Nowym Jorku) – francuski i amerykański lekarz psychiatra, psychoanalityk.

## Życiorys
Urodził się w Łodzi będącej wówczas pod zaborem rosyjskim, w żydowskiej rodzinie. Studiował medycynę na Uniwersytecie w Zurychu. W 1925 roku został członkiem Niemieckiego Towarzystwa Psychoanalitycznego. Następnie praktykował w Paryżu, uczył również psychoanalizy (m.in. Jacques'a Lacana). W 1926 był współzałożycielem Francuskiego Towarzystwa Psychoanalitycznego. Rok później miał udział w powstaniu Revue française de psychanalyse. W 1930 roku został obywatelem francuskim, w 1935 przedstawił swoją dysertację doktorską. W 1939 roku zmobilizowany do armii francuskiej jako lekarz wojskowy. Po zakończeniu walk emigrował do Stanów Zjednoczonych i osiadł w Nowym Jorku.
Od roku 1965 do 1967 był wiceprezesem Międzynarodowego Towarzystwa Psychoanalitycznego.
Jego żoną była Elisabeth Geleerd-Loewenstein (1909–1969).

## Wybrane prace
- Origine du masochisme et la théorie des pulsions, 1938
- The vital or somatic drives, 1940
- Psychanalyse de l'Antisemitisme, 1952